# ۳ شعبان
۳ شعبان، سومین روز ماه شعبان در تقویم هجری قمری است.
در تقویم هجری قمری قراردادی این روز دویست و دهمین روز سال است.

## تولدها
- ۴ هجری قمری ‐ حسین بن علی، سومین امام شیعیان[۱]

## مناسبت‌ها
- در ایران: روز پاسدار[۱]